# 金成柱 (1964年)
金成柱（：／ Kim Seong-ju，1964年4月10日—），大韓民國自由派政治人物，第19、21屆國會議員。